# Hipoteza kosmicznej cenzury
Słaba i silna hipoteza kosmicznej cenzury to dwa matematyczne przypuszczenia dotyczące struktury osobliwości powstających w ogólnej teorii względności.
Osobliwości powstające w rozwiązaniach równań Einsteina są przeważnie ukryte za horyzontem zdarzeń, w związku z czym nie mogą być widoczne z pozostałej części czasoprzestrzeni. Osobliwości nie ukryte poza horyzontem zdarzeń nazywane są nagimi.
Słaba hipoteza kosmicznej cenzury to przypuszczenie, że żadne nagie osobliwości, poza Wielkim Wybuchem, nie mogą istnieć we wszechświecie. Hipoteza została sformułowana w 1969 przez angielskiego fizyka Rogera Penrose'a.
Silna hipoteza kosmicznej cenzury mówi, że osobliwości zawsze powinny znajdować się albo całkowicie w stożku przyszłości, albo całkowicie w stożku przeszłości.

## Podstawy
Ponieważ fizyczne zachowanie osobliwości jest nieznane, więc jeżeli mogą one być obserwowane z pozostałej części czasoprzestrzeni, skutkuje to możliwością naruszenia przyczynowości. W związku z czym fizyka może stracić swoją moc przewidywania zjawisk w skali kosmicznej. Kwestia jest nie do uniknięcia, bo według teorii osobliwości Penrose'a-Hawkinga osobliwości są nieuniknione w fizycznie sensownych sytuacjach. W przypadku nieobecności nagich osobliwości, wszechświat jest deterministyczny - możliwa jest prognoza ewolucji wszechświata (wykluczając pewne skończone regiony przestrzeni ukryte wewnątrz horyzontu zdarzeń osobliwości), znając jego właściwości w pewnym okresie. Niespełnienie hipotezy kosmicznej cenzury prowadzi do odrzucenia determinizmu, ponieważ jest niemożliwa prognoza zachowania czasoprzestrzeni w przypadkowej przyszłości osobliwości. Kosmiczna cenzura nie jest przedmiotem formalnych zainteresowań, jest zazwyczaj dyskutowana w przypadku horyzontu zdarzeń czarnych dziur.